# Test Ann Finkbeinerové
Test Ann Finkbeinerové je seznam vytvořený novinářkou Christie Aschwanden, který má pomoci novinářům se vyhnout sexismu v článcích o ženách ve vědě. Aby článek testem prošel, nesmí o vědkyni zmiňovat následující informace:
- Že je žena
- Povolání jejího manžela
- Její způsob organizování péče o děti
- Jak se stará o své podřízené
- Jak byla překvapena soutěživostí ve svém oboru
- Že je „první ženou, která...“[1]

Aschwanden tento test představila 5. března 2013 v článku v časopise Double X Science, online časopise o vědě pro ženy. Vytvořila jej v reakci na běžný způsob psaní článků o vědkyních, který „jejich pohlaví bere jako nejdůležitější detail. Ona není skvělou vědkyní, ona je ženou! A pokud je také manžekou a matkou, tyto role jsou také zdůrazněny.“
Aschwanden se s tvorbou testu inspirovala u testu Bechdelové, který se zaměřuje na sexismus ve fikci. Pojmenovala jej po novinářce Ann Finkbeiner, která napsala článek do vědeckého blogu The Last Word on Nothing o svém rozhodnutí nepsat ve své posledním článku o astronomce „jako o ženě“.